# Haplolobus megacarpus
Haplolobus megacarpus är en tvåhjärtbladig växtart som beskrevs av Herman Johannes Lam. Haplolobus megacarpus ingår i släktet Haplolobus och familjen Burseraceae. Inga underarter finns listade i Catalogue of Life.